# パオロ・トフォリ
パオロ・トフォリ（Paolo Tofoli, 1966年8月14日 - ）は、イタリアの元男子バレーボール選手、指導者。元イタリア代表。

## 来歴
フェルモ出身。1985年、セリエA・パドヴァへ入団し、1990年にトレヴィーゾへ移籍。7年間在籍したトレヴィーゾでは、チームのセッターとして2度のリーグ優勝、コッパ・イタリア優勝、欧州チャンピオンズリーグ優勝など、数々のタイトル獲得に貢献した。ローマ在籍時の2000年、自身にとって3度目のリーグ優勝を経験した。
1987年5月22日、モンティキアーリで行われたポーランド戦で代表デビューを飾り、2004年に代表を退くまでイタリア代表として通算342試合に出場。世界選手権連覇、欧州選手権で4度優勝など、1990年代のイタリアバレー全盛期のナショナルチームのセッターとしても活躍した。
オリンピックには4大会連続出場を果たし、1996年アトランタオリンピックと、2004年アテネオリンピックで銀メダルを獲得、2000年シドニーオリンピックで銅メダル獲得に貢献した。
1990年に開幕した第1回ワールドリーグでは、チームの初優勝に貢献するとともに、ベストセッター賞とベストレシーバー賞を受賞した。
2009年7月21日、現役引退を表明。2010年にセリエA1女子のスカボリーニ・ペーザロから指導者のキャリアをスタートさせ、2012年にA2男子のバレー・ブローロの監督を務めた。

## 球歴
ナショナルチーム代表歴
- オリンピック - 1996年（銀メダル）、2000年（銅メダル）、2004年（銀メダル）
- 世界選手権 - 1990年、1994年（金メダル）
- ワールドカップ 1995年（金メダル）
- ワールドグランドチャンピオンズカップ - 1993年（優勝）
- ワールドリーグ - 1990年、1991年、1992年、1994年、2000年（優勝）
- 欧州選手権 - 1989年、1993年、1995年、1999年（優勝）

クラブチーム優勝歴
- セリエA1 - 1994年、1996年、2000年
- コッパ・イタリア - 1993年
- CEVカップ - 1991年、1993年、2000年
- 欧州チャンピオンズリーグ - 1995年
- トップチームズカップ - 1994年

## 所属クラブ
- ペトラルカ・パドヴァ （1985-1990年）
- シスレー・トレヴィーゾ （1990-1997年）
- 4トッリ・フェラーラ・バレー （1997-1998年）
- ローマ・バレー （1998-2001年）
- トレンティーノ・バレー （2001-2005年）
- ペルージャ・バレー（2005-2006年）
- Mローマ・バレー （2006-2009年）

## 指導歴
- スカボリーニ・ペーザロ（2010-2011年）
- バレー・ブローロ（2012-2013年）
- バレーボールイタリア女子代表（2013年）
- トゥスカーニア・バレー（2013-2016年）
- エマ・ヴィラ・シエナ（2016-2017年）
- Aurispa Alessano（2017-2018年）
- BCC Castellana Grotte（2018-2019年）
- Maury's Com Cavi Tuscania（2019-2021年）
- Volley Team San Donà di Piave（2021-2023年）
- Smartsystem Fano（2023年-）